# Uromyces intricatus
Uromyces intricatus är en svampart som beskrevs av Cooke 1878. Uromyces intricatus ingår i släktet Uromyces och familjen Pucciniaceae.   Inga underarter finns listade i Catalogue of Life.